# خالد شاه
خالد شاه هو لاعب كرة يد كويتي، مثل منتخب الكويت في منافسات دورة الألعاب الأولمبية الصيفية عام 1980 في موسكو.

## مسيرته الرياضية
شارك خالد شاه ضمن تشكيلة منتخب الكويت لكرة اليد في دورة الألعاب الأولمبية الصيفية لعام 1980، حيث احتل الفريق المركز الثاني عشر في البطولة.

## الأداء ضمن البطولة
خلال مباراة منتخب الكويت مع منتخب الاتحاد السوفييتي في الدور التمهيدي، سجّل خالد شاه هدفًا ضمن تسجيلات الفريق؛ حيث انتهى اللقاء بنتيجة 11–38 لصالح الاتحاد السوفييتي.